# Thanom Kittikachorn
Thanom Kittikachorn, född den 11 augusti 1911 i Tak, Thailand, död den 16 juni 2004 i Bangkok, var en thailändsk fältmarskalk och militär diktator i Thailand.

## Biografi
Efter skolgång i sin hemort blev Kittikachorn antagen till arméns kadettskola och tilldelades efter utbildningen Sjunde infanteriregementet i Chiangmai. Han studerade sedan kartografi och utexaminerades från Försvarshögskolans första årsklass.
Efter framgångsrik tjänstgöring i Shan-staterna i Burma deltog han i en militärkupp 1947 och utsågs därefter till regementschef och senare överste och chef för 11:e infanteridivisionen. År 1951 utsågs han till parlamentsledamot – hans första politiska roll – och befordrades samma år till generalmajor.
År 1953 ledde han nedslaget av ett uppror mot det militära styret och belönades med en befordra fill generallöjtnant. Efter att ha reepresenterat Thailand vid ceremonin för att markera slutet av Koreakriget i juli 1953 befordrades han till befälhavare för 1:a regionarmén.
Efter att ha stött Sarit i dennes kupp mot fältmarskalk Plaek Pibulsongkrams regering utsågs Kittikachorn 1957 till försvarsminister i Pote Sarasins majorinettregering. Han stärkte sin maktställning som andra militär ledare bakom Sarit och 1958 utsågs han till fullvärdig general och tilldelades befattning som försvarsminister, premiärminister och arméchef. Han ersattes dock efter nio månader av Sarit själv och fick status av vice premiärmister och försvarsminister samt ställföreträdande överbefälhavare.
Efter Sarits död 1963 återtog han posten som premiärminister och överbefälhavare för armén. Ett år senare befordrades han sig själv till samtidig fältmarskalk, amiral i flottan, och marskalk av det thailändska flygvapnet. Han fortsatte sin föregångares pro- amerikanska och antikommunistiska politik, vilket bidrog till ett massivt amerikanskt ekonomiskt och finansiellt stöd under Vietnamkriget.
År 1971 skaffade han sig diktatorisk makt när han upplöste parlamentet och utsåg sig själv till ordförande i nationella verkställande rådet. Ett offentligt missnöje med hans regim och krav på allmänna val för att välja nytt parlament gjorde att han i oktober 1973, efter svåra studentoroligheter, avsattes och tvingades i landsflykt.